# Тыстамаа
Ты́стамаа (эст. Tõstamaa) — посёлок в муниципалитете Пярну уезда Пярнумаа, Эстония.
До административной реформы местных самоуправлений Эстонии 2017 года входил в состав волости Тыстамаа (упразднена) и был её административным центром.

## География
Расположен в 30 километрах к западу от уездного центра — города Пярну. Высота над уровнем моря — 11 метров. Недалеко от посёлка находится крупнейший водоём уезда — озеро Эрмисту. Через посёлок протекает река Тыстамаа.

## Население
По данным переписи населения 2021 года, в Тыстамаа насчитывалось 482 жителя, из них 468 (97,3 %) — эстонцы.
По данным переписи населения 2011 года, в посёлке проживали 483 человека, из них 472 (97,7 %) — эстонцы.
Численность населения посёлка Тыстамаа по данным Департамента статистики:
| Год  | 2000 | 2011  | 2017  | 2018  | 2019  | 2020  | 2021  |
| ---- | ---- | ----- | ----- | ----- | ----- | ----- | ----- |
| Чел. | 706  | ↘ 483 | ↗ 488 | ↘ 478 | ↘ 461 | ↗ 466 | ↗ 482 |

## История
Первое упоминание о Тыстамаа относится к 1553 году (Testama), когда здесь была принадлежавшая епископу мыза Тестама. Уже в 1560 году к мызе относилось несколько деревень в округе и другие земли.
На военно-топографических картах Российской империи (1846–1897 годы), в состав которой входила Лифляндская губерния, обозначена деревня Тестама.

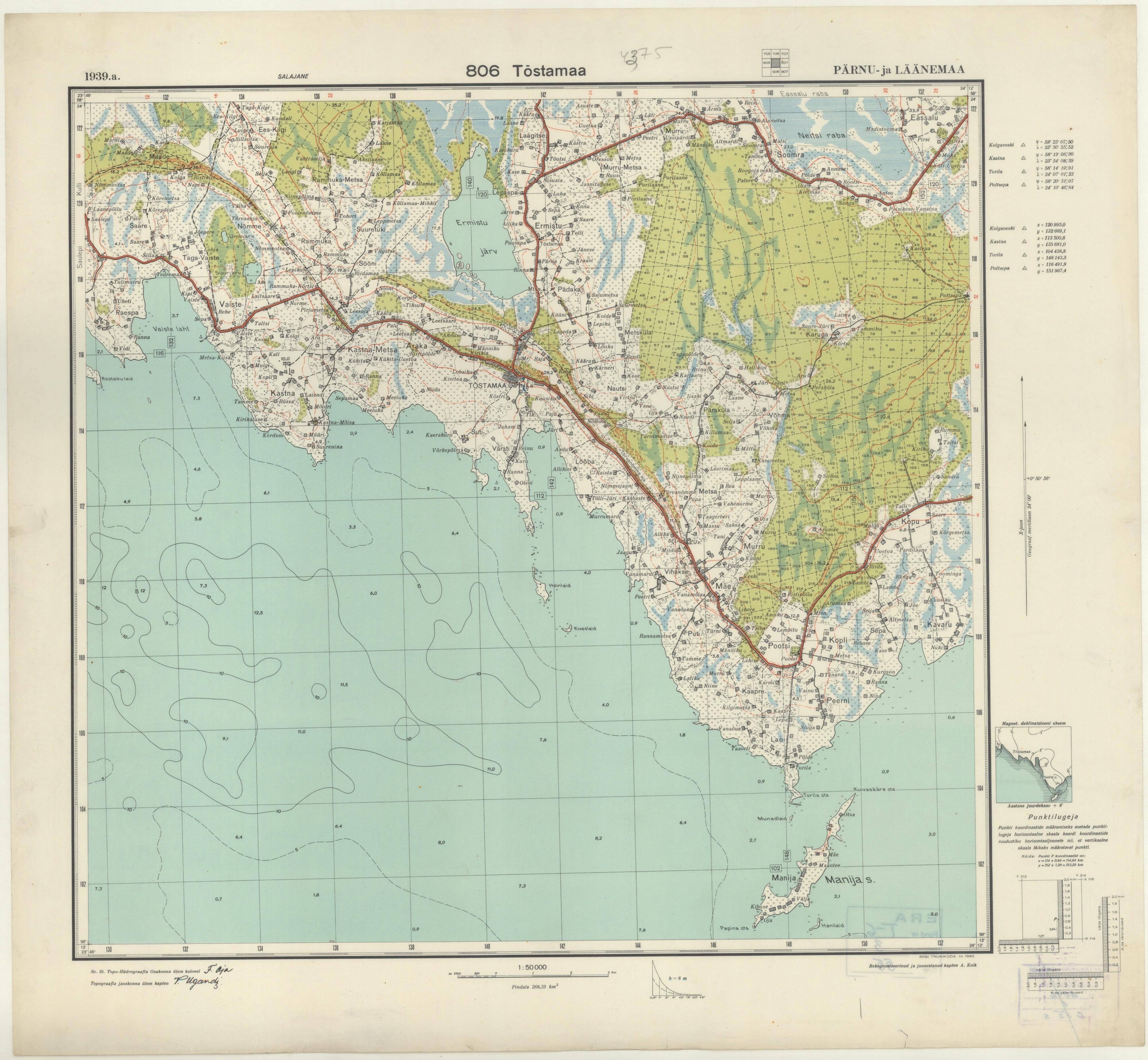
Топографическая карта окрестностей Тыстамаа, 1940 г.

Посёлок возник в конце 19-го столетия вокруг церкви Тыстамаа. В 1970-х годах в списке деревень Эстонии были Тыстамаа I, II и III, которые в 1976 году, в период кампании по укрупнению деревень, объединили в посёлок, а в 1977 году к нему присоединили деревни Арака (прим. в 1866 году — Аррака) и Нурмисте (до прим. 1939 года — поселение Тыстамаа).
В советское время в посёлке располагалась центральная усадьба совхоза «Тыстамаа».

## Инфраструктура
В посёлке есть детский сад, средняя школа (с 1921 года располагается в бывшем господском доме мызы Тестама), библиотека, народный дом c молодёжным центром, врачебный пункт, аптека (работает два дня в неделю), дом по уходу, магазин, столовая, кафе, два раза в неделю работает парикмахер. Есть кружки рукоделия для детей и взрослых. Есть регулярное автобусное сообщение по маршруту Тыстамаа—Пярну, а также корабельное и паромное сообщение с островом Мания.

## Достопримечательности

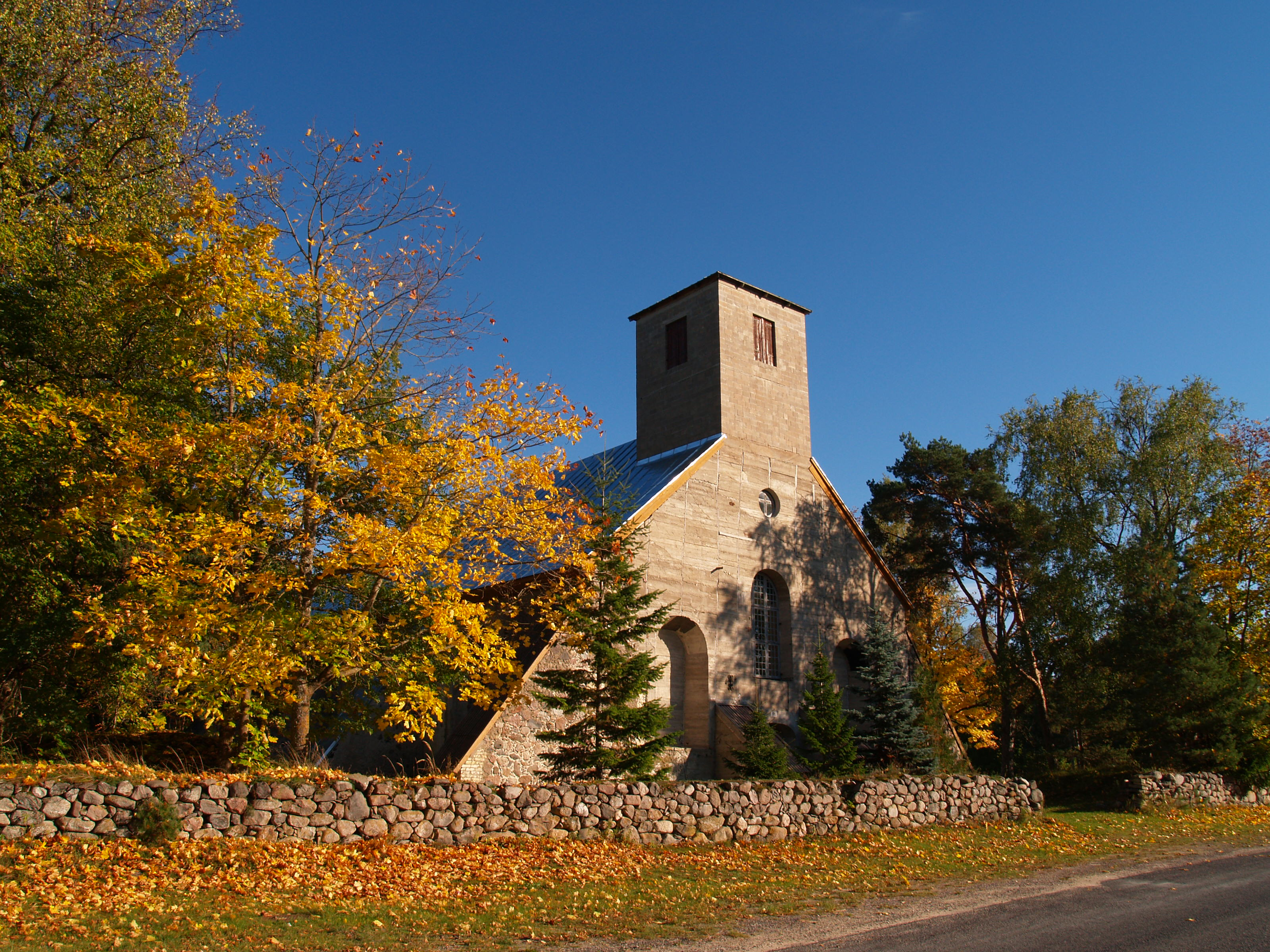
Церковь Святой Марии

- Главное здание (господский особняк), парк и конюшня мызы Тыстамаа

Внесены в Государственный регистр памятников культуры Эстонии.
- Церковь Святой Марии

Лютеранская церковь внесена в Государственный регистр памятников культуры Эстонии. Построена в 1763—1768 годах и является великолепным образцом работы местных мастеров-строителей. Это тяжеловесное, относительно невысокое строение с необычными контрфорсами и внутренними помещениями. Здесь снималась сцена из фильма «Девушка в чёрном» (1967) по одноимённой повести Лилли Промет. В июне 1972 года разрушился шпиль церкви. Обрушение уничтожило орган. И, хотя сама церковь была восстановлена в 2001 году, она стоит без шпиля в его первоначальном виде.

## Галерея

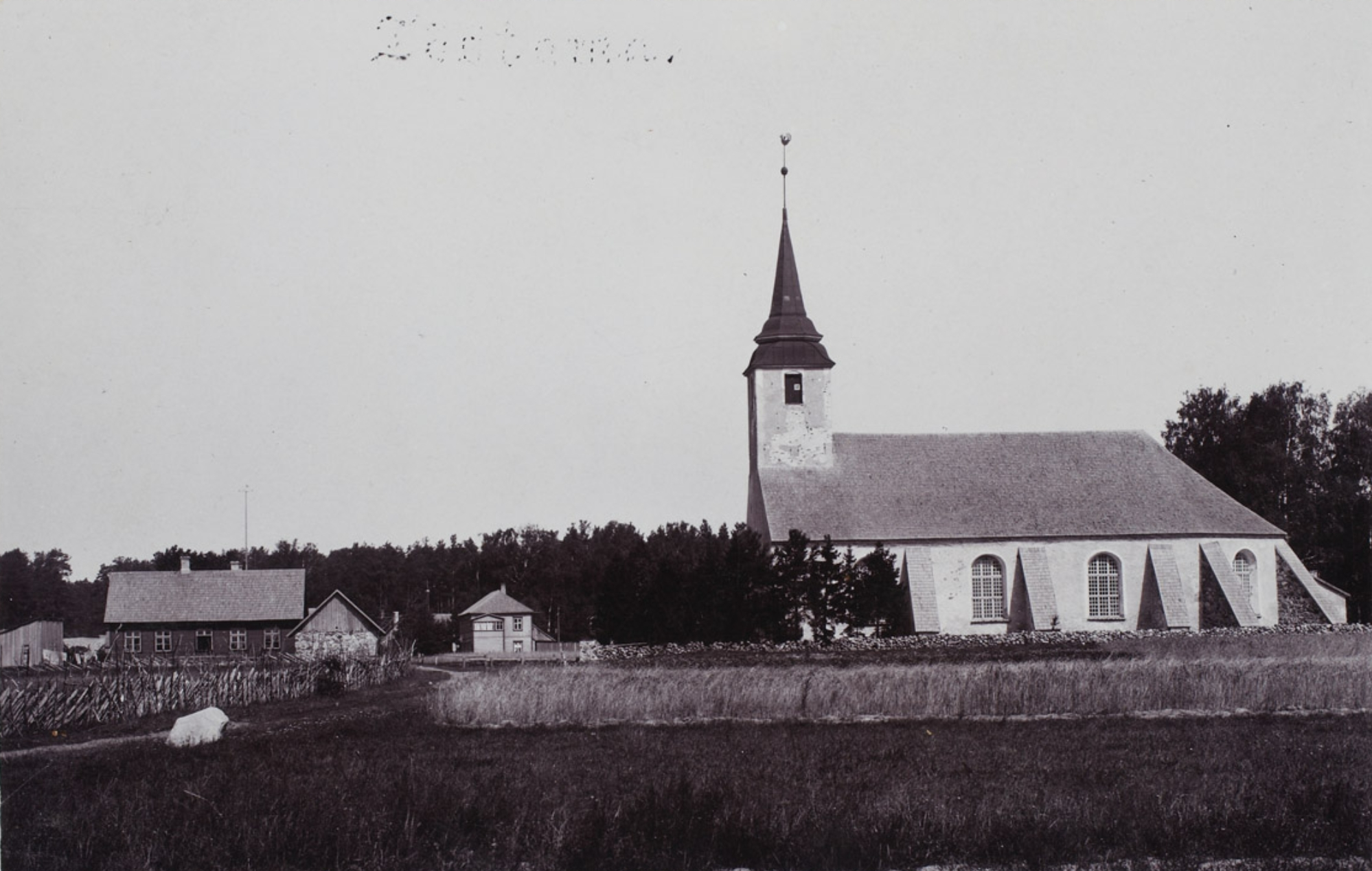
Церковь и школа Тыстамаа в 1911 году
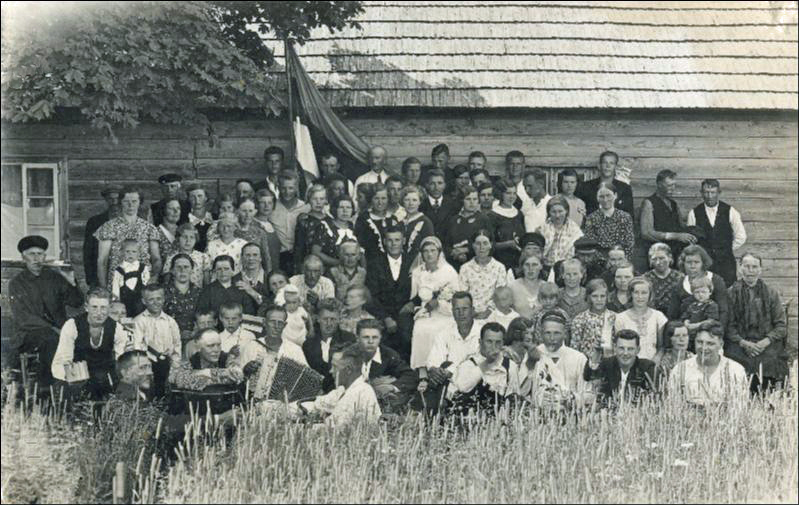
Празднование свадьбы в Тыстамаа, 1938 год
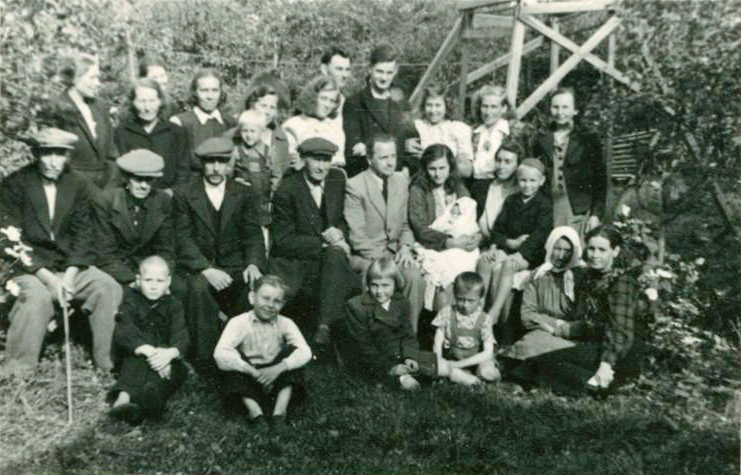
Семья колхозников Тыстамаа, 1949 год
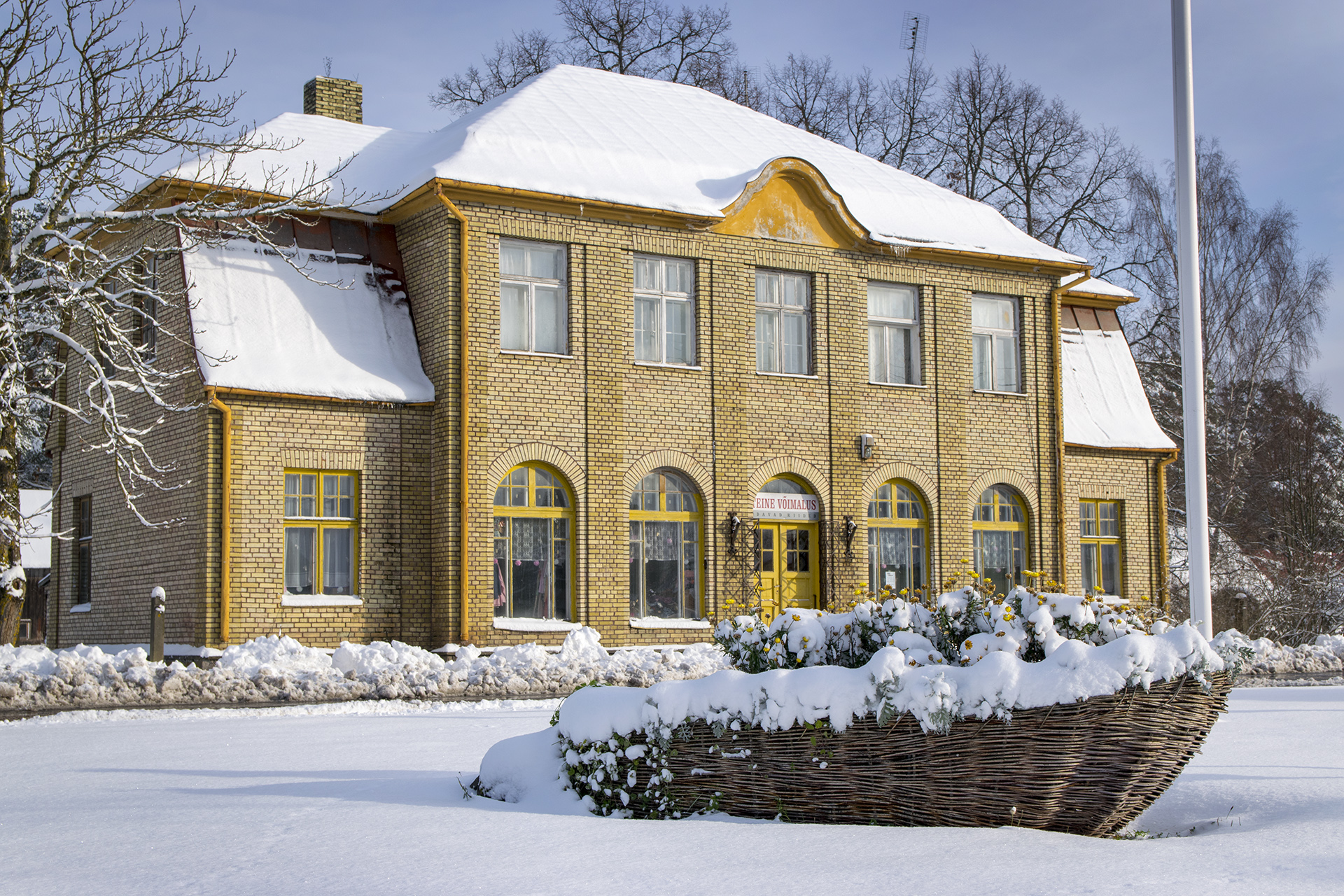
Центральная площадь Тыстамаа
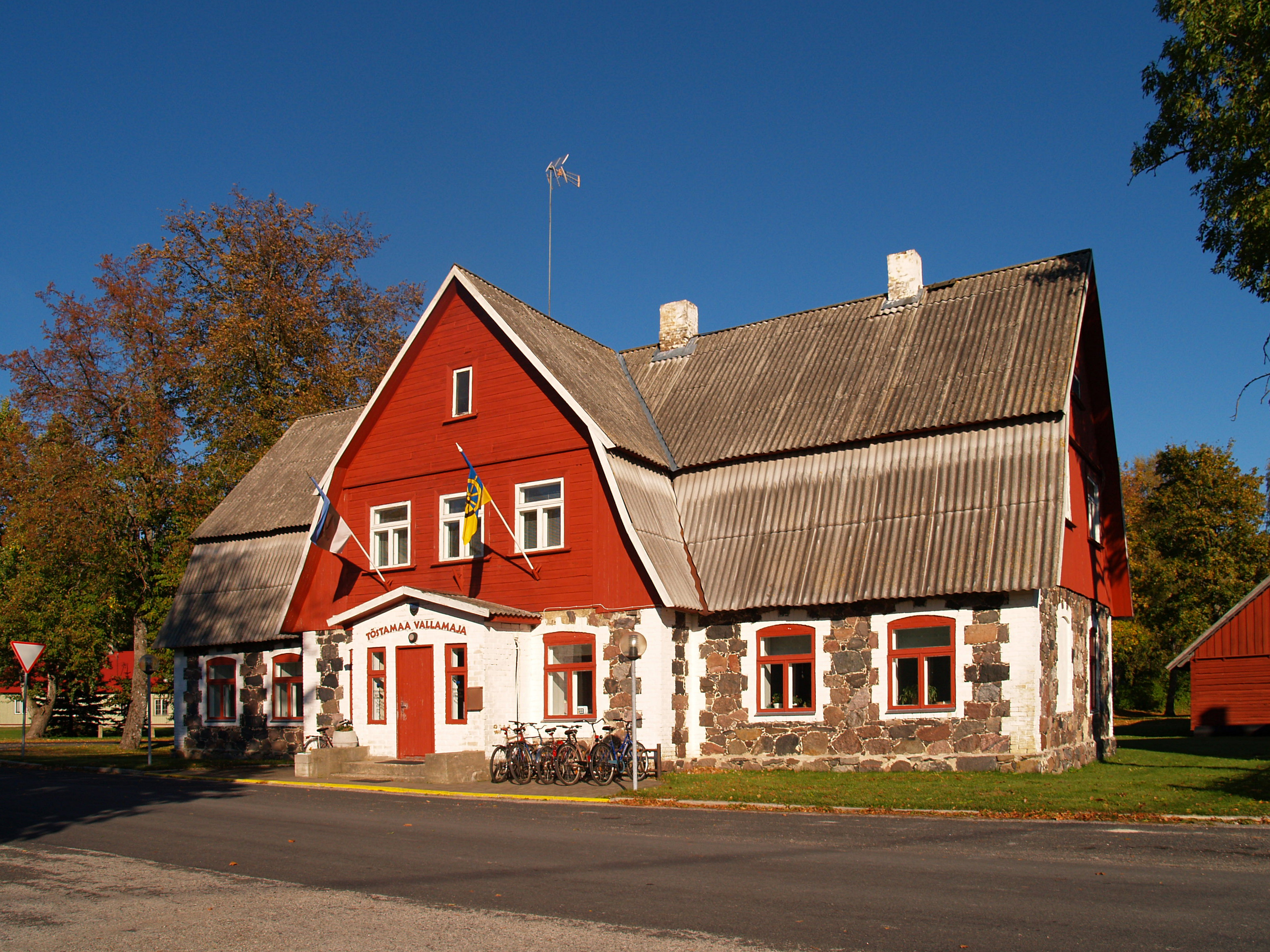
Бывшая волостная управа Тыстамаа
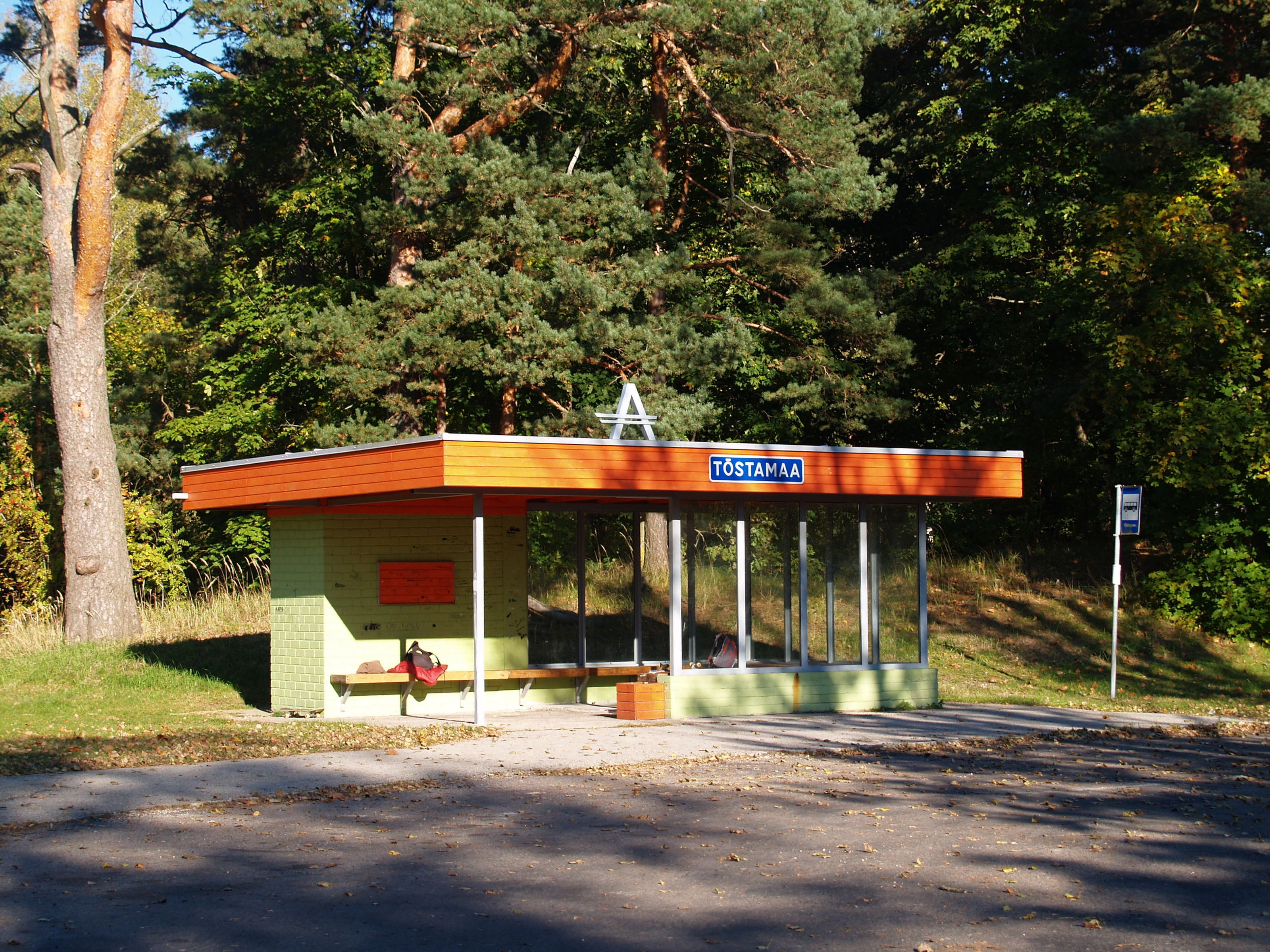
Автобусная остановка в Тыстамаа
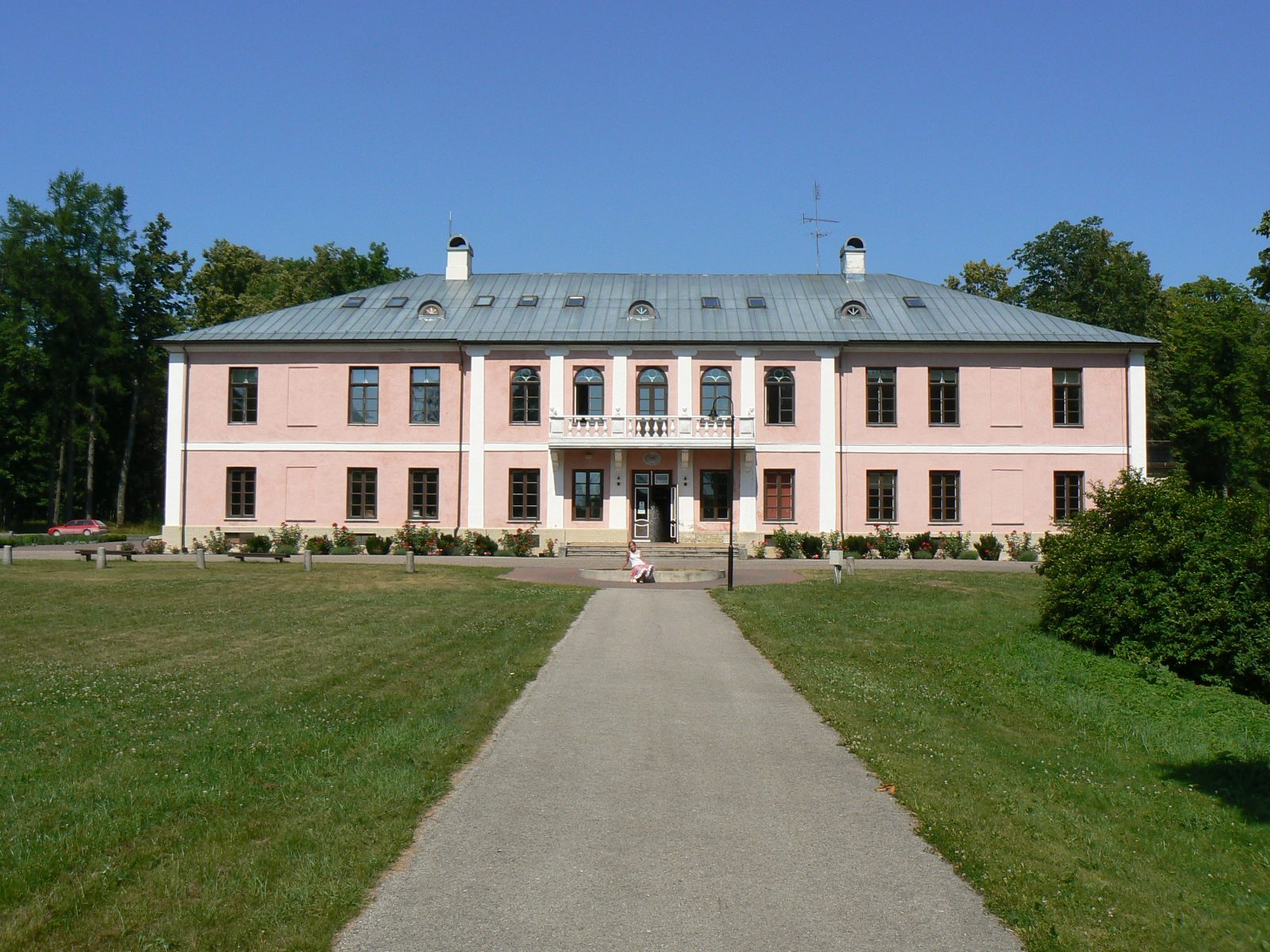
Средняя школа (бывшее главное здание мызы Тестама)
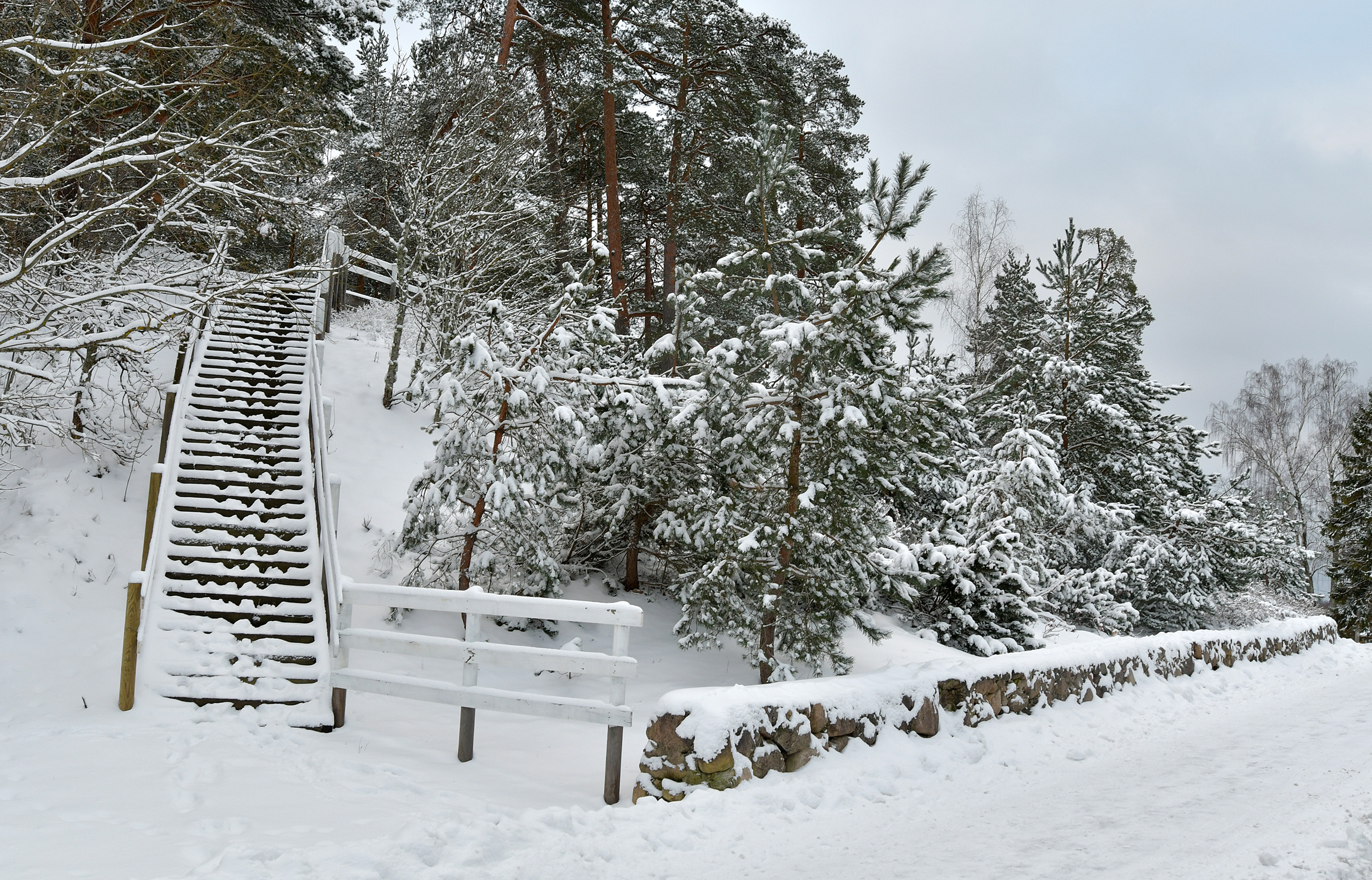
Песчаные дюны в Тыстамаа

## Комментарии
1. ↑  Эстонские топонимы, оканчивающиеся на -а, не склоняются и не имеют женского рода (исключение — Нарва)[7].